# Pavetta schumanniana
Pavetta schumanniana är en måreväxtart som beskrevs av F.Hoffm. och Karl Moritz Schumann. Pavetta schumanniana ingår i släktet Pavetta och familjen måreväxter. Inga underarter finns listade i Catalogue of Life.